# Pradal Serey
Pradal serey (ប្រដាល់សេរី) o Kbachkun Pradal Khmer (abbreviato in Kun Khmer) è uno stile cambogiano di arti marziali.

## Storia
Originariamente utilizzato per la guerra, il pradal serey è oggi uno sport nazionale cambogiano. Le sue movenze furono leggermente modificate per poter essere praticato appunto come sport su un ring.
La storia del Pradal Serey inizia con l'Impero Khmer . L'Impero Khmer fu fondato nell'802 d.C. in un'epoca in cui molti paesi moderni del sud-est asiatico non esistevano ancora. Le arti marziali erano usate dai militari dell'Impero Khmer. Il Pradal Serey ha le sue radici nell'uso del combattimento corpo a corpo da parte dei militari dell'Impero Khmer. Nell'era di Angkor, i Khmer praticavano arti marziali sia armate che disarmate. Le prove mostrano che uno stile simile a pradal serey esisteva nel IX secolo, il che potrebbe essere uno dei motivi per cui l'Impero Khmer era una tale potenza militare nel sud-est asiatico.
I match di Pradal erano organizzate per grandi eventi come i festival. A volte, c'erano incontri per selezionare le guardie del corpo per il Palazzo Reale . Le gare di solito si svolgevano durante la stagione secca, quando i contadini finivano di lavorare nei loro campi. [Durante il periodo coloniale , le arti marziali come il pradal serey erano considerate dai coloni europei brutali e incivili. I francesi trasformarono l'arte in uno sport aggiungendo round a tempo, un ring di pugilato e guantoni da boxe occidentali nel tentativo di ridurre gli infortuni. Originariamente le partite venivano combattute in ring sterrati con regole limitate mentre le mani erano avvolte nella corda.

## Terminologia
Il termine pradal serey in lingua khmer significa "combattimento libero", da pradal che significa "combattimento", mentre serey può essere tradotto come "libero".

## Tecniche
Lo sport consiste nel combattimento in piedi e in clinch, dove l'obiettivo è mettere fuori combattimento un avversario, per knockout tecnico o ai punti.
Il Pradal Serey è noto soprattutto per le sue tecniche di calci, che sono generati dalla potenza della rotazione dell'anca piuttosto che della gamba. Il Pradal Serey è composto da quattro tipi di colpi: pugni, calci, gomitate e ginocchiate. Il clinch serve per logorare l'avversario. In clinch, gli avversari combattono per la posizione dominante per colpi a corto raggio tramite gomitate e ginocchiate. I combattenti cambogiani tendono a utilizzare più colpi di gomito rispetto a quelli di altre arti marziali nella regione. Nel Pradal Serey, la tecnica del gomito ha più vittorie di qualsiasi altro colpo.

## Promotori del Pradal Serey
- Ma Serey
- Cambodian Television Network
- TV5[1]
- M-150
- Red Bull
- Total